# Sandi Toksvig

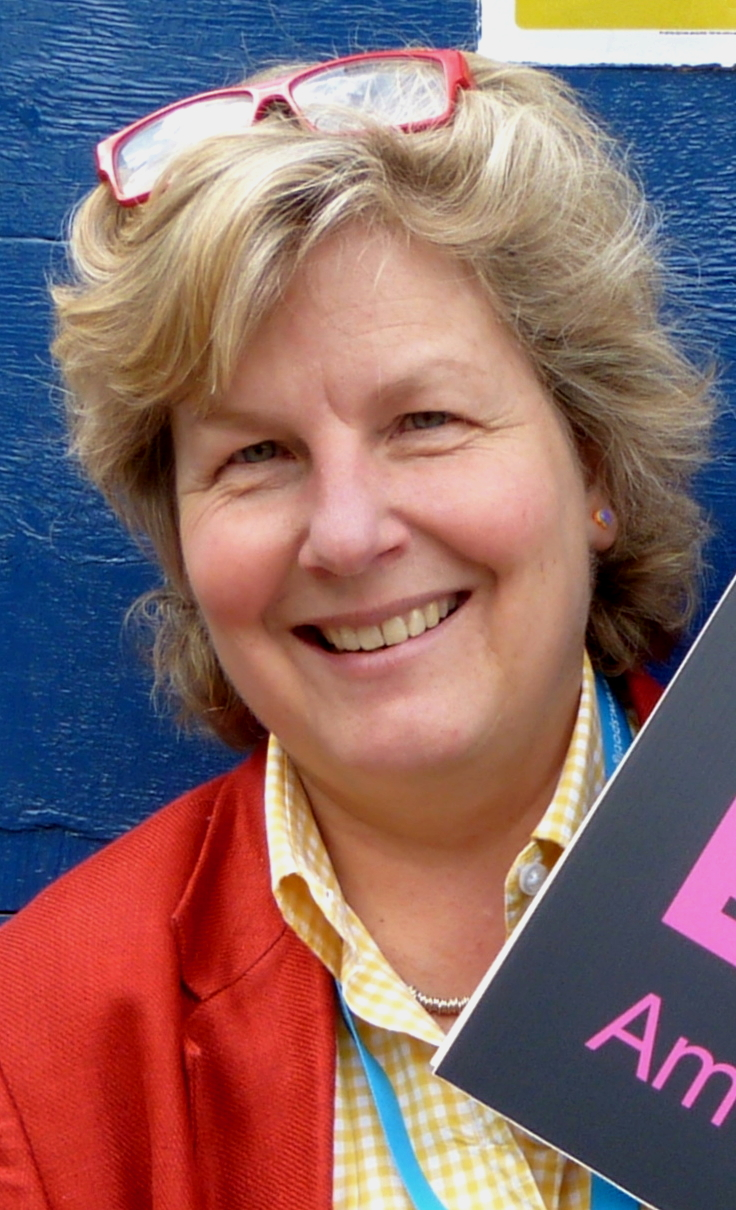
Sandi Toksvig, 2013

Sandra Birgitte (Sandi) Toksvig OBE (Kopenhagen, 30 mei 1958) is een Deens-Britse comédienne, presentator, schrijver, acteur en producer van radio- en televisieprogramma's en een politiek activist. 

## Jeugd en studie
Toksvig werd geboren in Denemarken als dochter van een Deense vader, Claus Toksvig, en een Britse moeder, Julie Anne Brett. Door het werk van haar vader, een journalist en buitenlandcorrespondent, groeide ze grotendeels buiten Denemarken op. Het grootste deel van haar jeugd bracht ze door in New York. Tijdens de eerste maanlanding van de Apollo 11 in 1969 was de elfjarige Sandi met haar vader in de mission control room in Houston.
Toksvig wilde mensenrechtenadvocaat worden en studeerde rechten, archeologie en antropologie aan Girton College van de Universiteit van Cambridge. Ze was lid van de studententoneelgroep Footlights, een kweekvijver van talent waaruit veel Britse acteurs en cabaretiers zijn voortgekomen, onder wie Stephen Fry, Hugh Laurie en Emma Thompson die tegelijk met haar lid waren. In 1976 studeerde zij af, waarna ze zich concentreerde op toneelspelen en comedy.

## Werk

### Schrijven
Toksvig schreef meer dan twintig fictie- en non-fictieboeken voor zowel kinderen als volwassenen. Ze schrijft regelmatig columns voor Britse bladen als Good Housekeeping, de Sunday Telegraph en The Lady. In oktober 2019 kwamen haar memoires onder de titel Between the Stops: The View of My Life from the Top of the Number 12 Bus uit.

### Televisie
In het seizoen 2012-2013 presenteerde Toksvig de televisieshow 1001 Things you should know waarna ze Fifteen-to-one presenteerde. Ze nam de presentatie van het programma QI over van Stephen Fry, wat haar de eerste vrouwelijke presentator van een Britse comedyshow met panel maakte. Toksvig begon de show bij de seriereeks “N”. In maart 2017 werd bekendgemaakt dat Toksvig samen met Noel Fielding de presentatie van The Great British bake off voor haar rekening zou nemen. Op 16 januari 2020 maakte ze bekend dat ze zou stoppen na de lopende serie vanwege ander werk dat meer prioriteit vroeg. In een later vraaggesprek gaf ze te kennen dat het programma haar slecht was bevallen.

### Politiek
In april 2015 richtte Toksvig samen met Catherine Mayer de politieke partij Women's Equality Party op.

## Privé
Toksvig heeft drie kinderen met haar eerdere partner Peta Stewart. Zij werd in 1994 met de dood bedreigd. Toksvig moest met haar vrouw en kinderen twee weken onderduiken. Het gezin kreeg politiebescherming vanwege haar openheid over haar seksuele geaardheid in een interview met de Sunday Times. Ze scheidde in 1997 van Peta Stewart. In 2007 werd de psychotherapeut Debbie (Toksvig) haar partner en het paar trouwde in 2014 zodra het homohuwelijk in het VK wettelijk was toegestaan. In 2013 verkreeg ze de Britse nationaliteit.

### Kinderboeken
- Toksvig, Sandi (2017). The End of the Sky. Doubleday Childrens, London. ISBN 978-0-857-53192-6.
- Toksvig, Sandi (2015). A Slice of the Moon. Doubleday Childrens, London. ISBN 978-0-857-53191-9.
- Toksvig, Sandi (2009). Girls Are Best. Red Fox, London. ISBN 978-1-86230-429-1.
- Toksvig, Sandi (2008). The Littlest Viking. Yearling, London. ISBN 978-0-440-86830-9.
- Toksvig, Sandi (2006). Hitlers Canary. Valerius uitgeverij, Vlaardingen, Holland. ISBN 90-78250-02-X. (Dutch translation)
- Toksvig, Sandi (2005). Hitler's Canary. Doubleday. ISBN 0-385-60889-6.
- Toksvig, Sandi (2000). The Troublesome Tooth Fairy. Transworld. ISBN 0-552-54663-1.
- Toksvig, Sandi (2000). Super-Saver Mouse to the Rescue. Transworld. ISBN 0-552-54541-4.
- Toksvig, Sandi (1999). Super-Saver Mouse. Transworld. ISBN 0-552-54540-6.
- Toksvig, Sandi (1998). If I Didn't Have Elbows. Deagosti. ISBN 1-84089-048-7.
- Toksvig, Sandi (1997). Unusual Day. Transworld/Corgi. ISBN 0-552-54539-2.
- Toksvig, Sandi (1994). Tales from the Norse's Mouth. BBC Books. ISBN 0-563-40358-6.

### Boeken voor volwassenen
- Toksvig, Sandi (2012) Valentine Grey. Virago. ISBN 9781844088317
- Toksvig, Sandi, (illustrated by Sandy Nightingale) (2012). Heroines & Harridans – A Fanfare of Fabulous Females. The Robson Press. ISBN 978-1849-54-3385.
- Toksvig, Sandi (2006). Melted into Air. Little, Brown. ISBN 0-316-86117-0.
- Toksvig, Sandi (2003). Gladys Reunited: A Personal American Journey. Little, Brown. ISBN 0-7515-3328-9.
- Toksvig, Sandi, Nightingale, Sandy (2002). The Travels of Lady Bulldog Burton. Little, Brown. ISBN 0-316-86007-7.
- Toksvig, Sandi (2001). Flying Under Bridges. Little, Brown. ISBN 0-316-85635-5.
- Toksvig, Sandi (1999). Whistling for the Elephants. Transworld. ISBN 0-593-04480-0.
- McCarthy, John, Toksvig, Sandi (1995). Island Race: an Improbable Voyage Round the Coast of Britain. BBC Books. ISBN 0-563-37053-X.
- Toksvig, Sandi (1994). Great Journeys of the World. BBC Books. ISBN 0-563-37050-5.
- Between the Stops: The View of My Life from the Top of the Number 12 Bus